# Calopteryx laosica
Calopteryx laosica là loài chuồn chuồn trong họ Calopterygidae. Loài này được Fraser mô tả khoa học đầu tiên năm 1933.